# N'Trang Lơng
N'Trang Lơng (1870 - 1935) là tù trưởng người dân tộc M'Nông, nổi dậy kháng chiến chống Pháp ở Nam Tây Nguyên (giáp ranh Campuchia) suốt 24 năm đầu thế kỷ 20 (1911-1935).

## Tên gọi
Sự khác biệt cách phát âm và ký âm dẫn đến tên gọi N’Trang Lơng được diễn giải theo nhiều cách khác nhau. Tác giả Nguyễn Hữu Thấu trong một bài viết trên Tạp chí Nghiên cứu lịch sử số 69 năm 1964 đã ghi thành Nơ Trang Lơng. Một số cách gọi khác là Ama Trang Lơng (theo cách gọi của người Ê Đê), hay Nơ Trang Long, thậm chí Ama Trang Long, hoặc thuần Việt như Ma Trang Sơn. Cách diễn giải nguồn gốc tên gọi cấu thành từ tên thật là N'Trang và Lơng là tên vợ. Trong các tài liệu của người Pháp đều ghi tên ông là Pou Tran Lung. Tác giả Nguyễn Hữu Thấu sau này đã sửa lại các ký âm thành Bă Trang Lơng, vì Bă, tiếng của người M'Nông là "cha"; Trang là tên con gái đầu, Lơng là tên của ông. Từ đó có thêm một cách ký âm nữa là Bă Trang Lơng. Năm 2009, Sở Văn hóa-Thông tin tỉnh Đăk Nông đã có cuộc họp mở rộng, thống nhất cách ghi tên ông là N’Trang Lơng.

## Trận phục kích Henri Maitre (Trận Bu Nor)
Cuối năm 1912, Henri Maitre trở lại cao nguyên M’nông với nhiệm vụ “trả đũa” N’Trang Lơng vì nghĩa quân của ông đã xóa sổ đồn Pu Sra. Trong mấy tháng mùa khô năm 1913, hắn liên tục hành quân lùng sục khắp vùng Biêt - Bu Nor, thi hành chính sách đốt sạch nhằm dồn nghĩa quân vào cảnh đói cực và chết chóc trong núi rừng. Chính trong cuộc càn quét trả đũa này, Henri Maitre đã cho N’Trang Lơng, (theo lời của hắn) “một bài học nên thân”, triệt phá nốt số ít gia sản còn lại của ông, đẩy ba người con còn lại của ông vào cảnh phiêu bạt rồi mất tích.
Bị Henri Maitre truy lùng ráo riết, N’Trang Lơng đã tạm lánh vào vùng nguồn Đắk Huich và tiếp tục hoạt động ở đây. Nguồn Đắk Huich là một vùng có phong trào chống Pháp sôi sục, nhất là từ khi Henri Maitre mở những cuộc hành quân càn quét N’Trang Lơng ở phía Bắc. Người Rơhong ở đây có khoảng 25 hoặc 30 khẩu súng mua của những thương lái từ phía sông Mê Kông đem tới. Vị đầu làng có uy tín nhất trong vùng là Bu Luk Amprah, ông cùng với N’Trang Lơng bí mật tuyên truyền, vận động và tổ chức đồng bào M’nông trong vùng đứng lên chống Pháp. Đầu năm 1913, Bu Luk Amprah nhiều lần đem quân đánh, quấy rối đồn Xrây Ktum. Ông cũng vượt qua cao nguyên Đồi Cỏ, lên phía Bắc đánh vào đồn Pu La mới thành lập. Henri Maitre đã tỏ ý e sợ và không ngừng trông chừng người thủ lĩnh đầu làng quan trọng này. Thực tế cho thấy, vị thủ lĩnh Bu Luk Amprah đã đóng góp quan trọng vào các chiến công đánh Pháp của nghĩa quân N’Trang Lơng.
Bấy giờ, Henri Maitre đã được thăng ngạch "Tham biện hạng nhất" trong hệ thống quan chức hành chánh thuộc địa và được cử trở lại Đông Dương. Henri Maitre lên ngay Cao nguyên và thành lập một đồn binh ở Pétsa. Đồn binh do 20 binh lính người Khmer và Rađê trấn đóng, nằm trên địa bàn của người M'Nông trong khu vực thuộc phạm vi kiểm soát của tù trưởng Lơng. Ngoài ra Henri Maitre còn thiết lập thêm một đồn binh nữa ở Bou Méra. Những đồn binh vũ trang đã ít nhiều làm kiềm giữ những hoạt động của quân khởi nghĩa.
Đầu năm 1914, Henri Maitre được triệu hồi về Sài Gòn để chuẩn bị cuộc bầu cử Nghị viện Nam Kỳ. Ba tháng sau khi bầu cử xong, ông ta trở lại Đắk Lắk qua ngả cao nguyên Di Linh và được Sabatier - Công sứ Pháp tại Đắk Lắk đón tiếp trọng thị tại Buôn Ma Thuột. Sau đó, ông ta cùng với gồm 12 binh lính người Rađê và 1 lính hầu người Việt, trên lưng năm con voi, đi về hướng Nam Tây Nguyên. Ông ta không thể ngờ rằng đây chính là chuyến đi cuối cùng của mình.
Henri Maitre không biết rằng các hành động bạo lực của mình không thể giải quyết được mâu thuẫn giữa ông và từ trưởng Lơng. Trong thời gian Henri Maitre về Sài Gòn, một kế hoạch mưu sát ông ta đã được chuẩn bị sẵn. Đầu tháng 8 năm 1914, tù trưởng Lơng đã nhắn tin sẽ thương thuyết với Henri Maitre tại làng Bou Pou Sra. Hai bên thỏa thuận sẽ tổ chức một "đại lễ hòa hợp" tại nơi đóng quân của Henri Maitre, trong một ngôi nhà gỗ kiên cố nhất làng.
Sáng ngày 5 tháng 8 năm 1914, Henri Maitre với sự bảo vệ của 8 binh lính người Rađê và 1 lính hầu người Việt, đã tiếp các thủ lĩnh nghĩa quân. Các vũ khí đều được dựng thành đống ở góc nhà. Bất ngờ, tù trưởng Lơng tiến lại gần đâm một mũi dao vào bụng Henri Maitre, đồng thời, các tù trưởng khác là R'Dinh, R'Ong, Bơ Ning, Bơ Rơi cũng đâm sau lưng hắn và reo lên khắp nhà tiếng hô “Lơh! Lơh!” (Giết! Giết!) . Trước khi tắt thở, Henri Maitre chỉ kịp kêu lên: "Ông ..."
Các nghĩa quân bên ngoài cũng nhanh chóng ập vào, tiêu diệt nhanh chóng số binh lính ít ỏi theo hộ vệ cho Henri Maitre.